# Innfjorden
Innfjorden is een plaats in de Noorse gemeente Rauma, provincie Møre og Romsdal. Innfjorden telt 258 inwoners (2007) en heeft een oppervlakte van 0,39 km².